# Accipitriformes
Accipitriformes Sharpe, 1874 è un ordine di uccelli che comprende la gran parte dei rapaci diurni, cioè che predano durante le ore di luce.

## Descrizione
I primi Accipitriformi noti risalgono all'Eocene medio, e, tipicamente, possiedono un becco uncinato con una cera morbida che ospita le narici. Le ali sono lunghe e abbastanza larghe, adatte al volo planato, con quattro o sei penne primarie esterne.
Possiedono zampe forti dotate di artigli affilati ed una presa formidabile, grazie al primo dito opponibile.

## Biologia
Quasi tutti gli Accipitriformi sono carnivori e cacciano prevalentemente durante il giorno o al crepuscolo. Sono eccezionalmente longevi e la maggior parte ha bassi tassi riproduttivi.
I pulcini hanno una fase di schiusa molto veloce, seguita da 3–8 settimane di cura del nido da parte di entrambi i genitori, dopo il primo volo, e da 1 a 3 anni come adulti sessualmente immaturi. I sessi hanno dimensioni notevolmente diverse e talvolta le femmine hanno dimensioni doppie rispetto al compagno. Questo dimorfismo sessuale è talvolta più estremo nei rapaci specializzati nella caccia ad altri uccelli, come gli sparvieri del genere Accipiter. La monogamia è la regola generale, sebbene un compagno alternativo sia spesso selezionato se uno dei due uccelli muore.

## Tassonomia
Originariamente, l'opinione della maggior parte degli studiosi era di includere questi uccelli all'interno dell'ordine Falconiformi, insieme ai falchi. Tuttavia oggi molti studiosi riconoscono gli Accipitriformi come un ordine separato. Uno studio del DNA pubblicato nel 2008 ha indicato che i falchi non sono strettamente correlati agli Accipitriformi, essendo invece più strettamente imparentati a pappagalli e passeriformi, e che le similitudini anatomiche tra falchi e gli altri rapaci sono un esempio di convergenza evolutiva. Da allora, la divisione e il posizionamento dei falchi accanto ai pappagalli, in ordine tassonomico, sono stati adottati dal Comitato di classificazione sudamericano della American Ornithologists Union (SACC), il Comitato di classificazione nordamericano (NACC), e il Congresso ornitologico internazionale (CIO). L'Unione ornitologi britannici ha già riconosciuto gli Accipitriformi, e ha accettato la nuova collocazione dei Falconiformi. La proposta basata sul DNA e le classificazioni dell'NACC e dell'IOC includono gli avvoltoi del Nuovo Mondo all'interno degli Accipitriformi, mentre il SACC classifica gli avvoltoi del Nuovo Mondo come un ordine separato, i Cathartiformes.
L'ordine Accipitriformes comprende 4 famiglie:
- Cathartidae (7 specie)
- Sagittariidae (1 specie)
- Pandionidae (2 specie)
- Accipitridae (255 specie)

La famiglia Falconidae, un tempo inserita in questo ordine, è adesso considerata in un ordine a sé stante, Falconiformes.

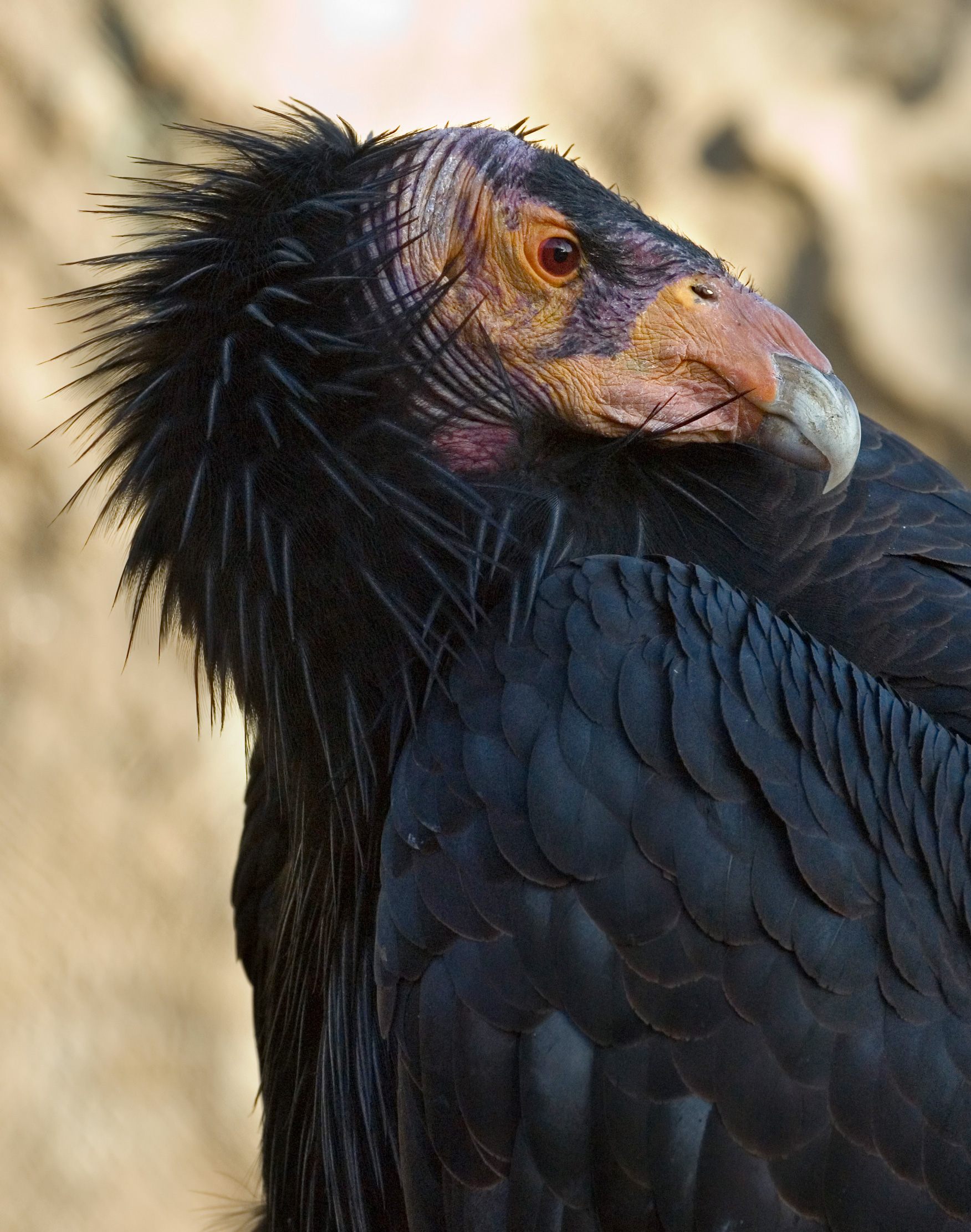
Condor della California
Gymnogyps californianus

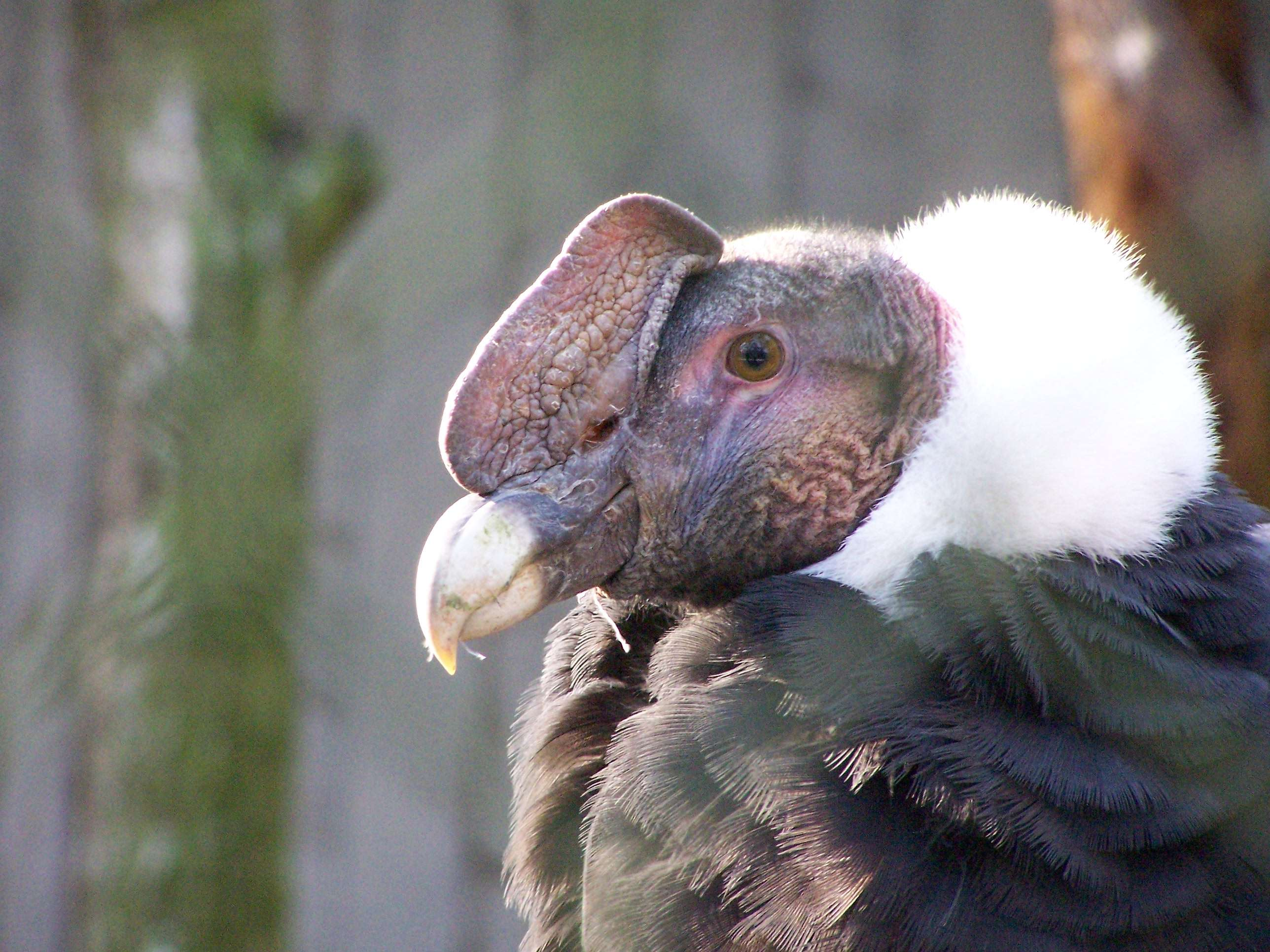
Condor delle Ande
Vultur gryphus

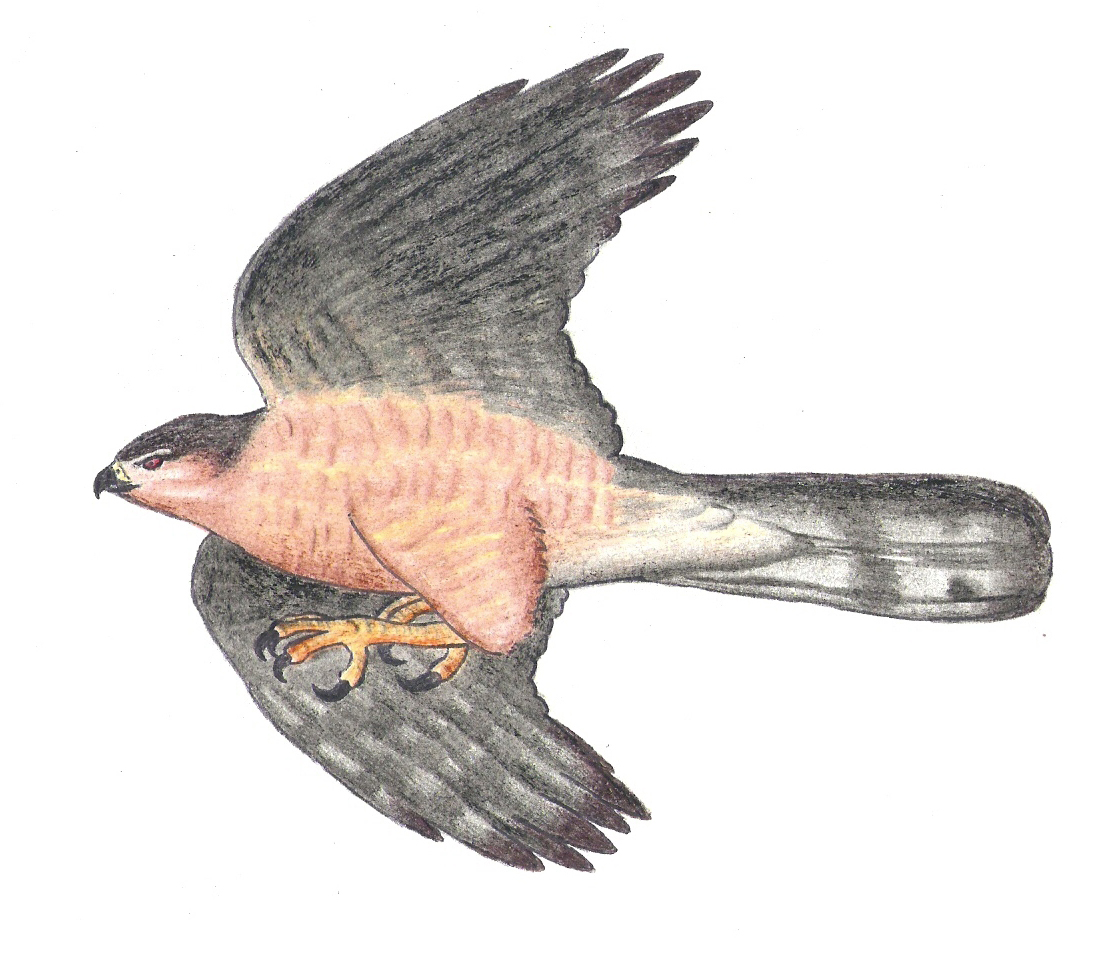
Sparviere di Gundlach
Accipiter gundlachi

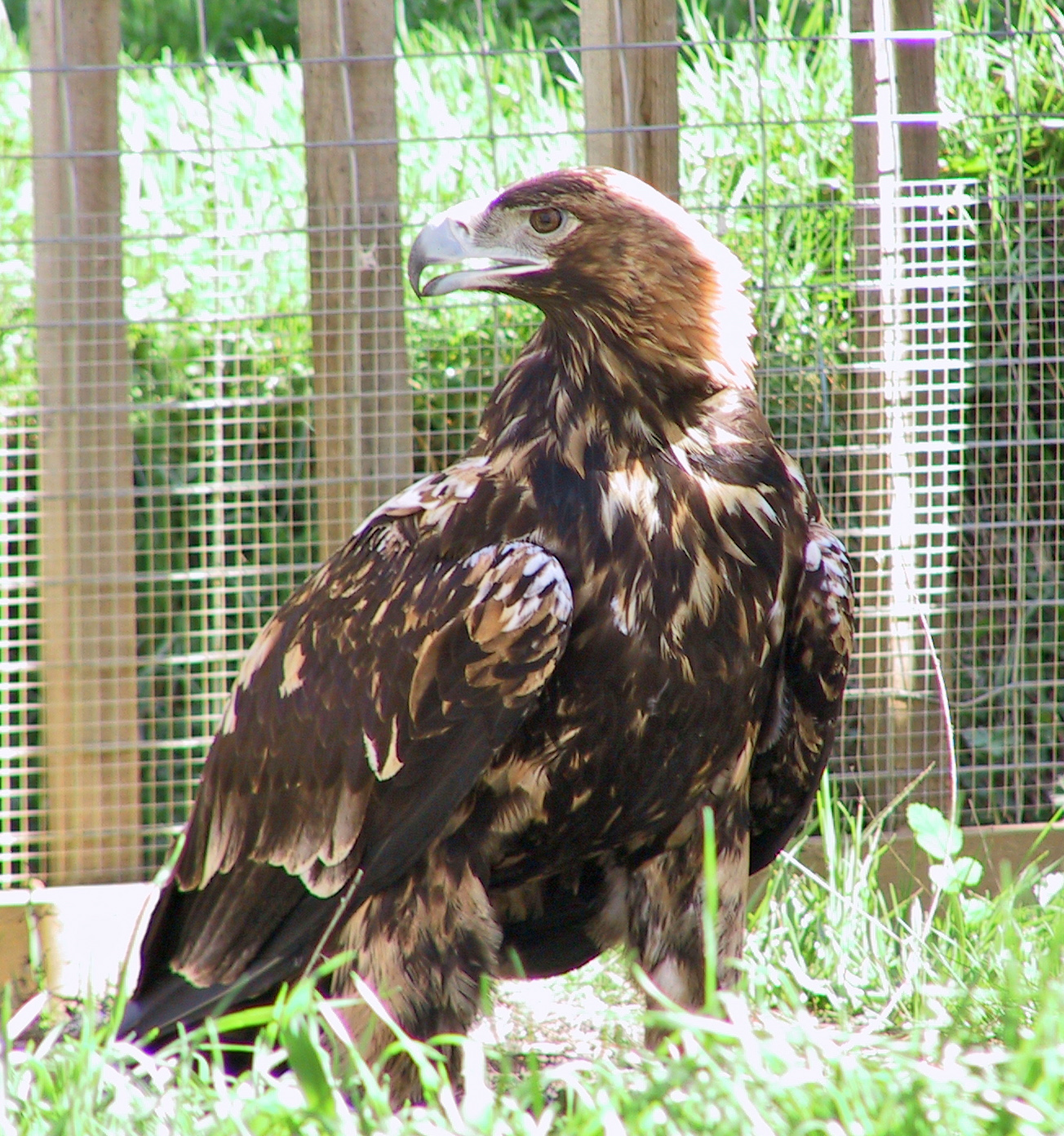
Aquila iberica
Aquila adalberti

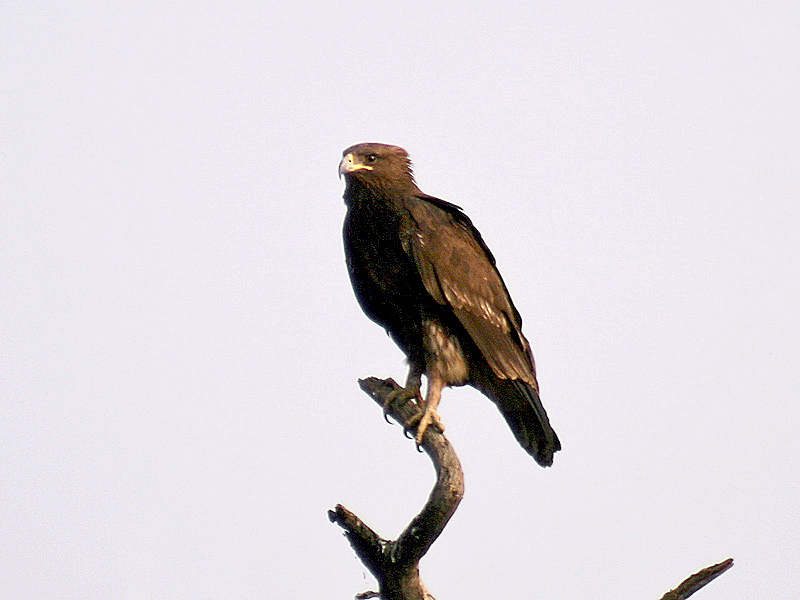
Aquila anatraia maggiore
Clanga clanga

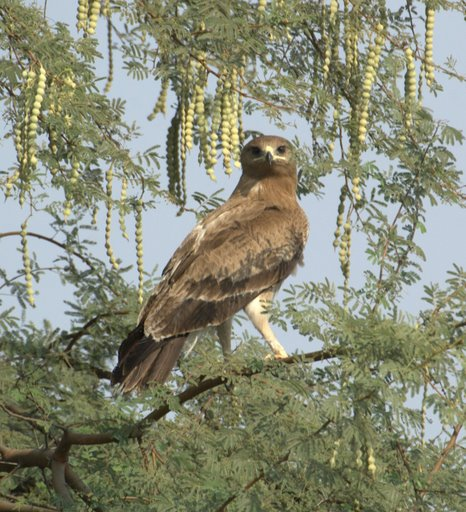
Aquila anatraia indiana
Clanga hastata

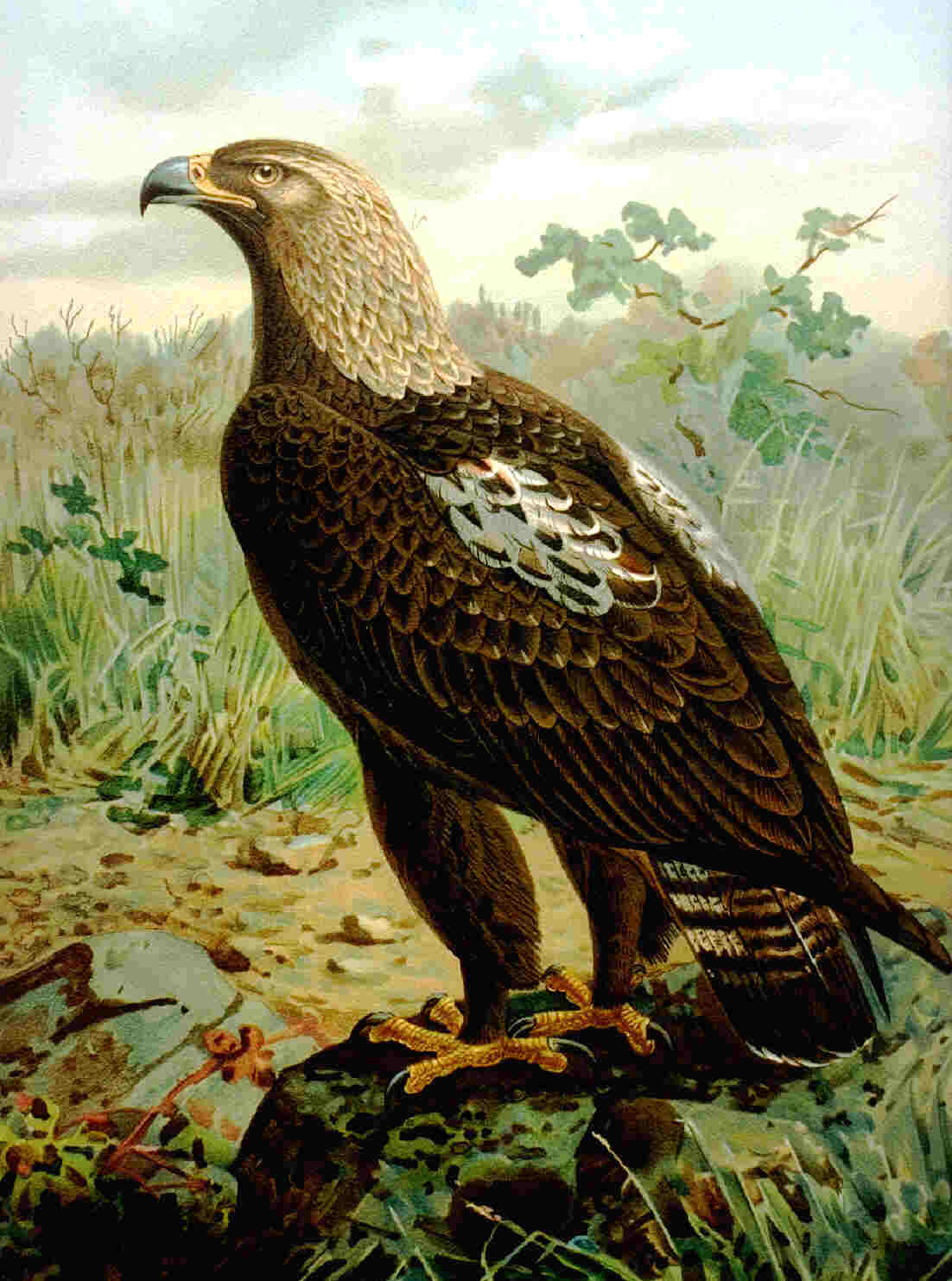
Aquila imperiale
Aquila heliaca

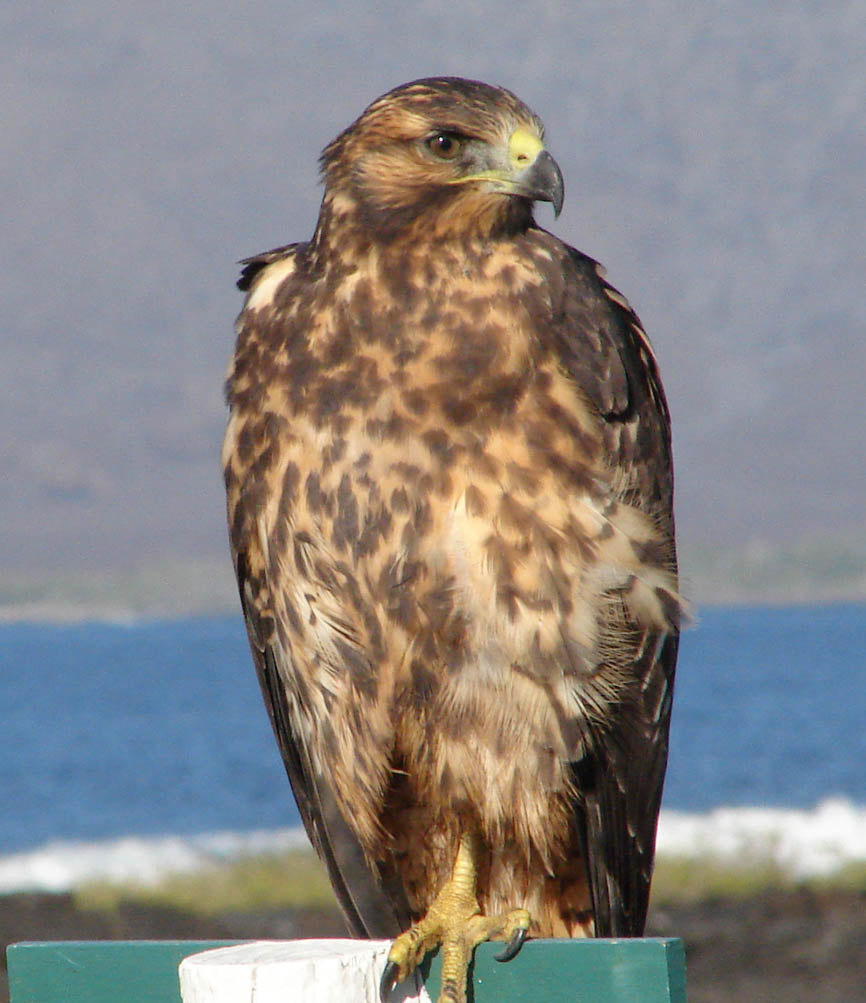
Poiana delle Galapagos
Buteo galapagoensis

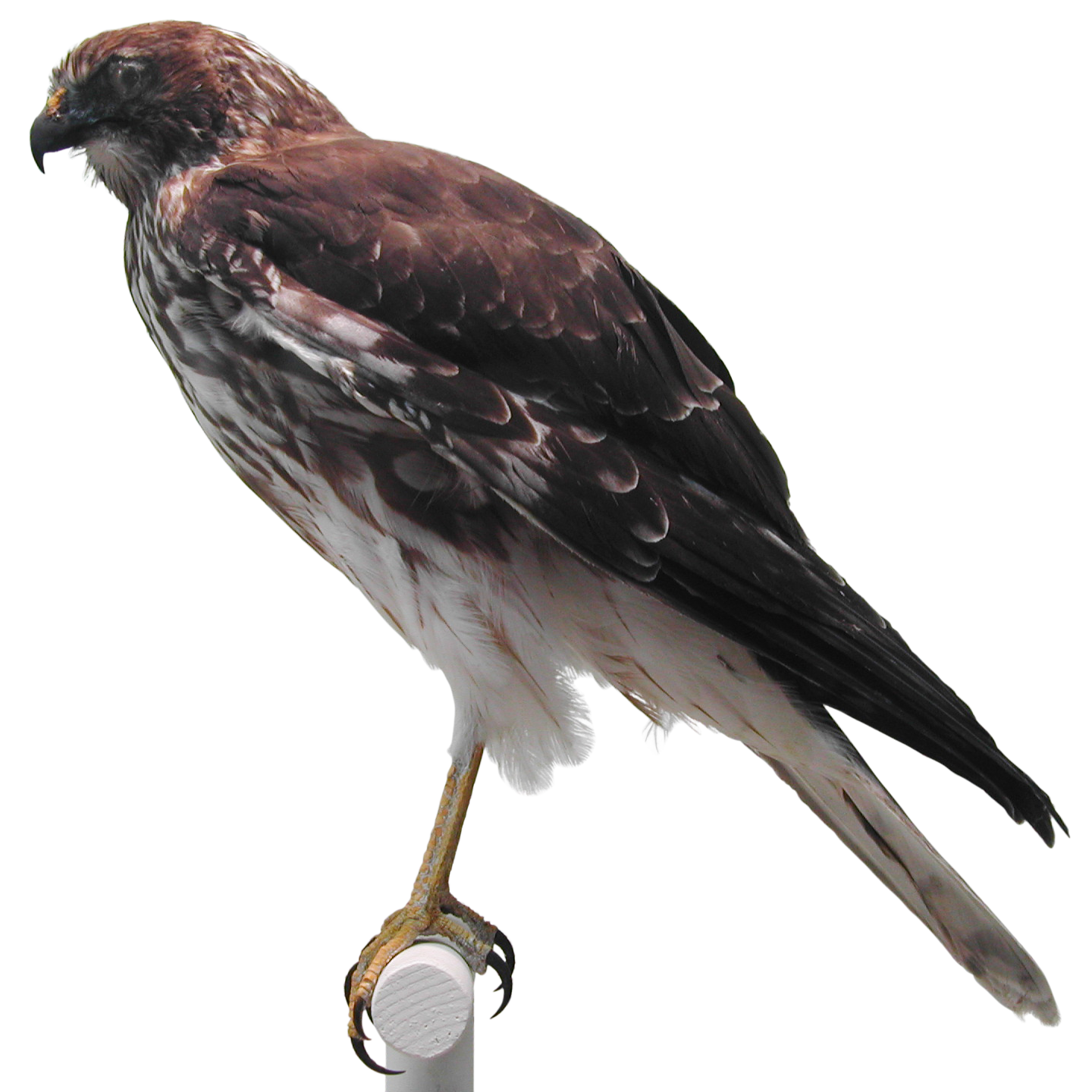
Albanella di Reunion
Circus maillardi

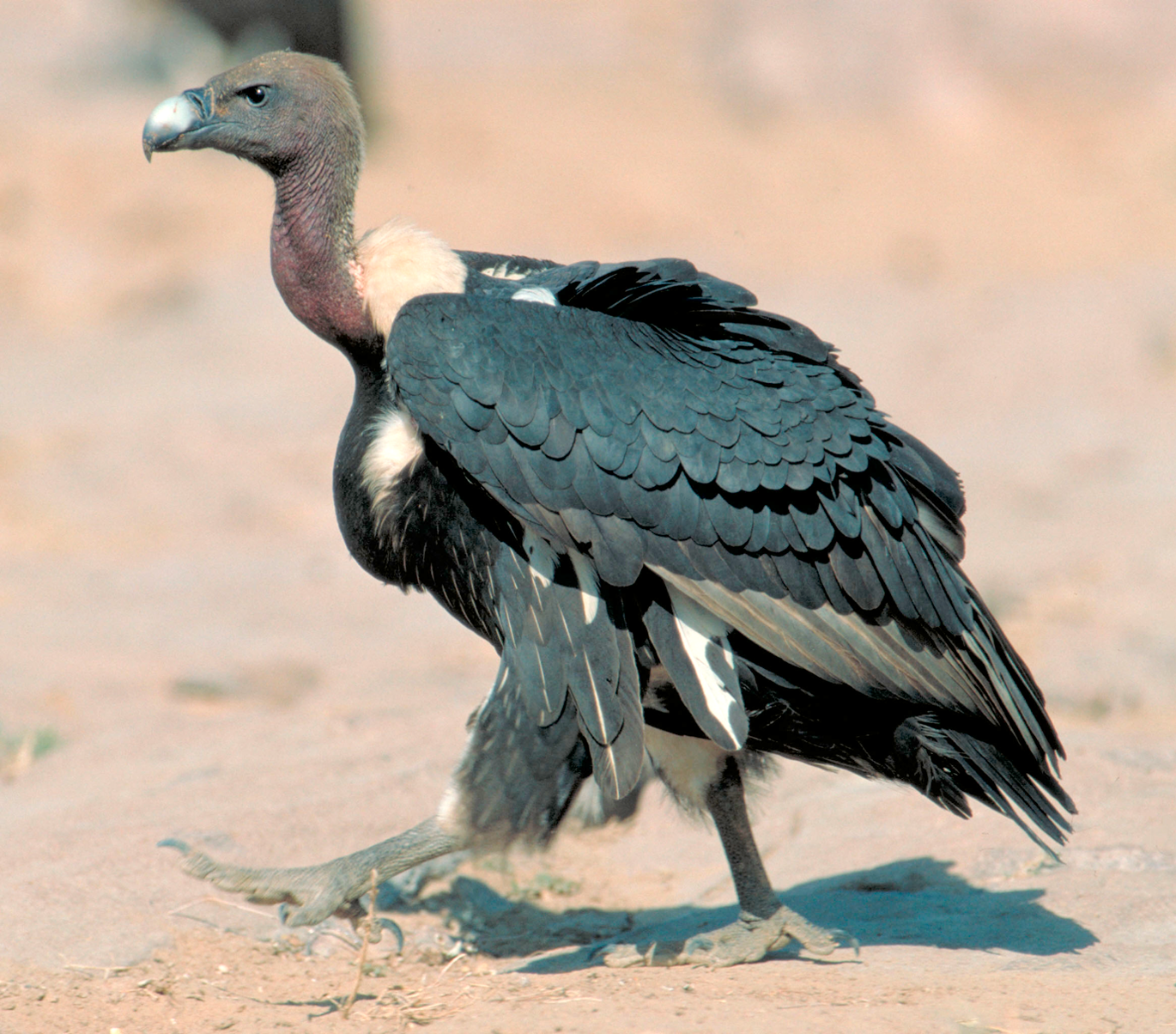
Avvoltoio groppabianca
Gyps bengalensis

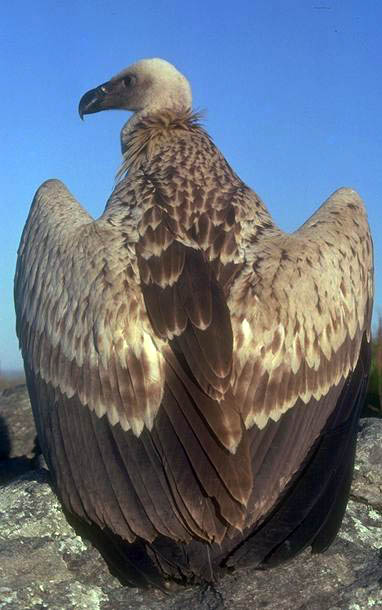
Grifone del Capo
Gyps coprotheres

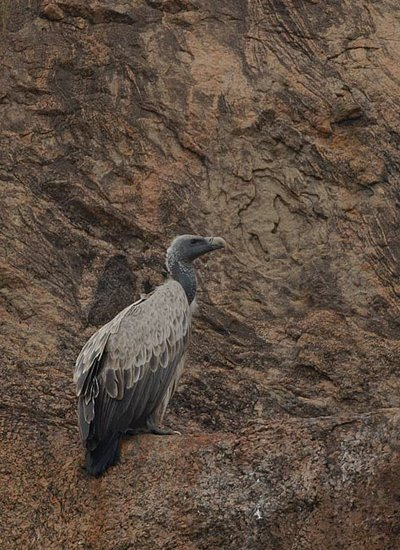
Avvoltoio beccolungo
Gyps indicus

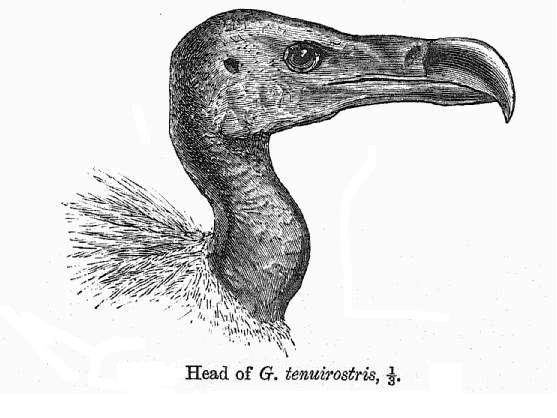
Avvoltoio beccosottile
Gyps tenuirostris

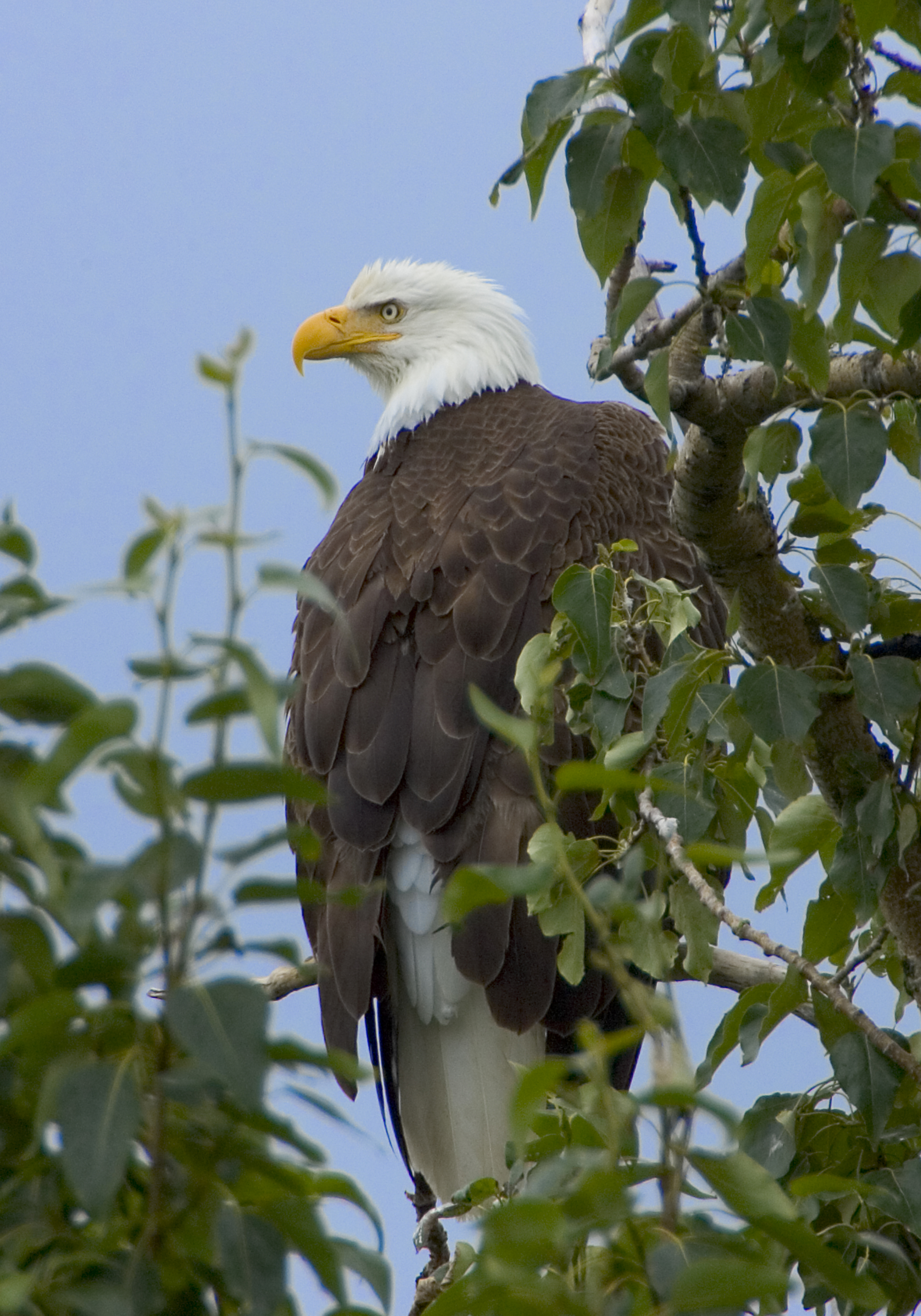
Aquila calva
Haliaeetus leucocephalus

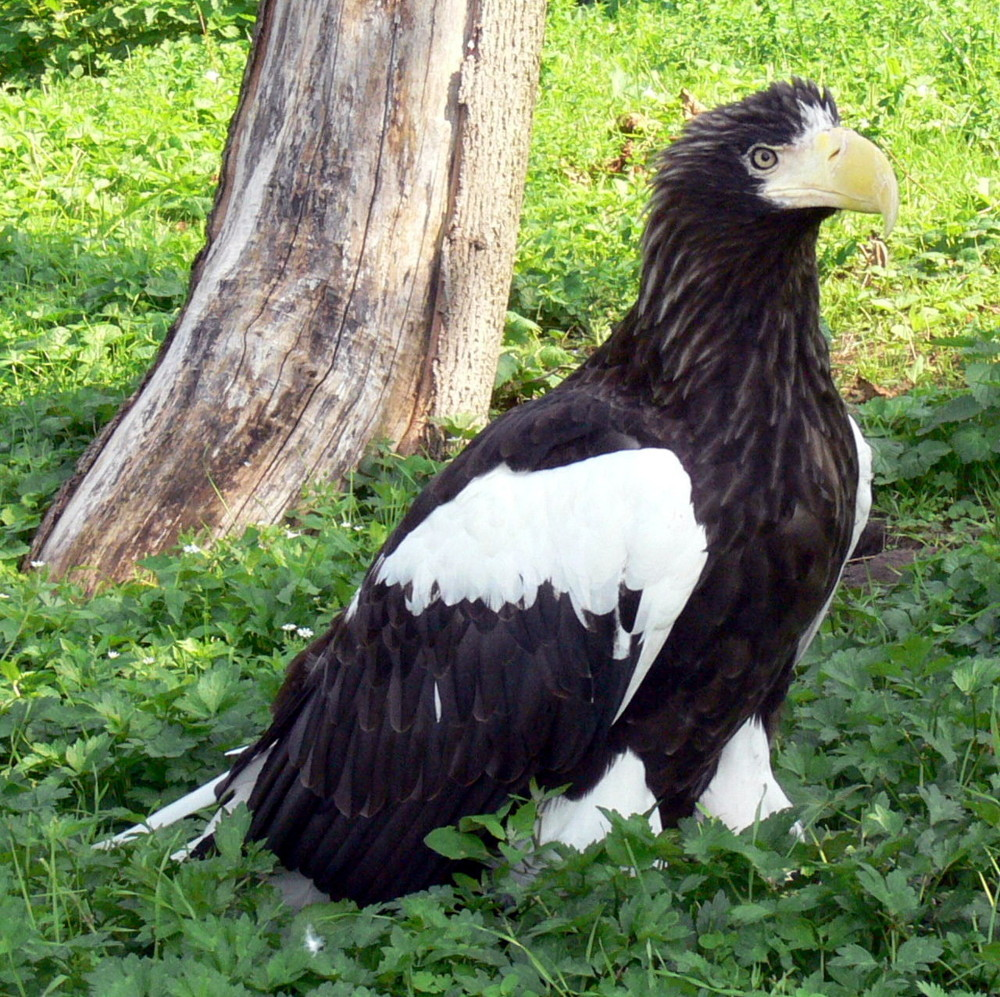
Aquila pescatrice di Steller
Haliaeetus pelagicus

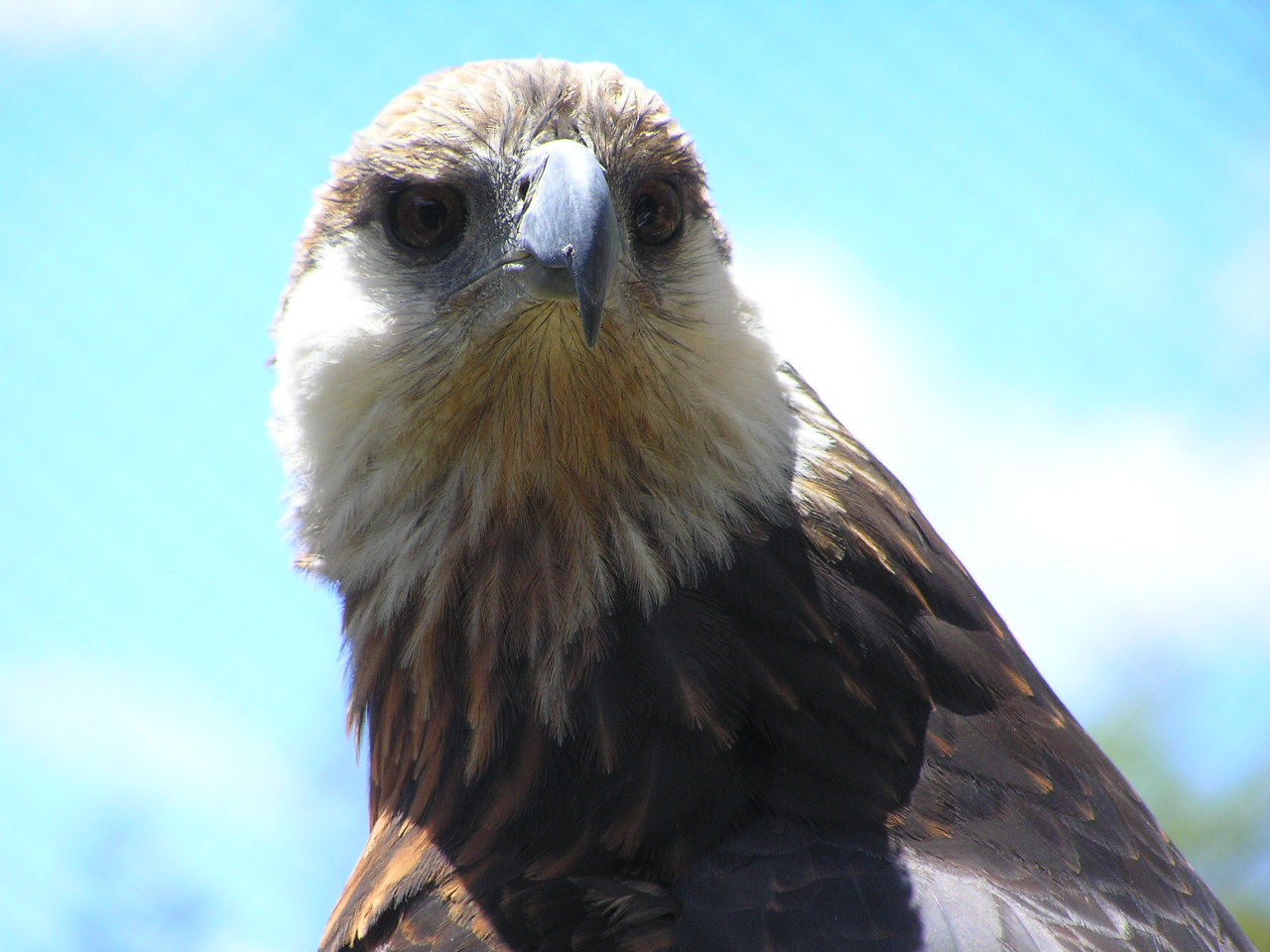
Aquila pescatrice del Madagascar
Haliaeetus vociferoides

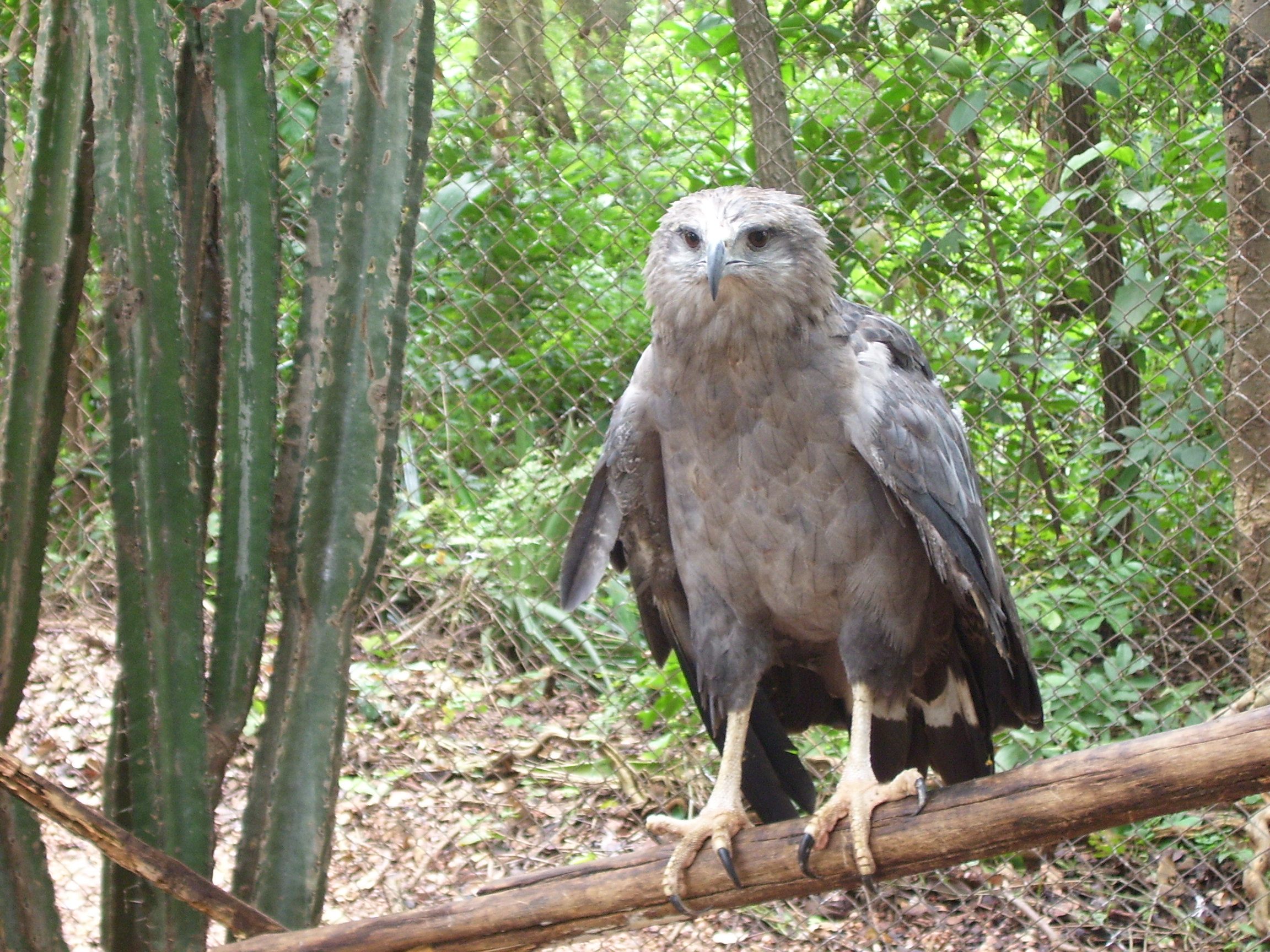
Aquila coronata
Harpyhaliaetus coronatus

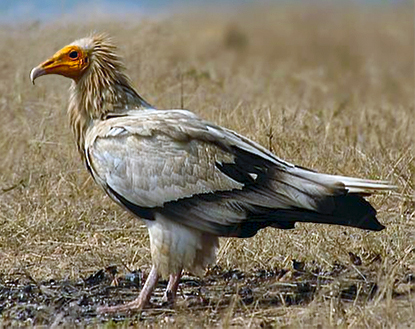
Capovaccaio
Neophron percnopterus

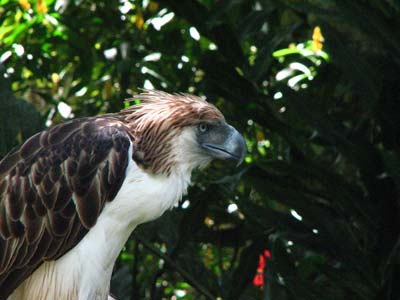
Aquila delle Filippine
Pithecophaga jefferyi

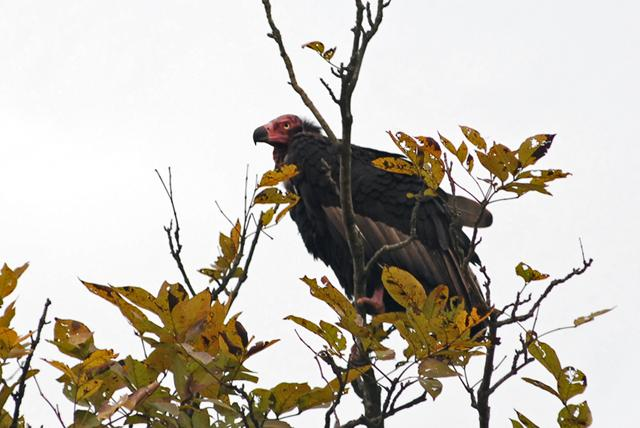
Avvoltoio testarossa
Sarcogyps calvus

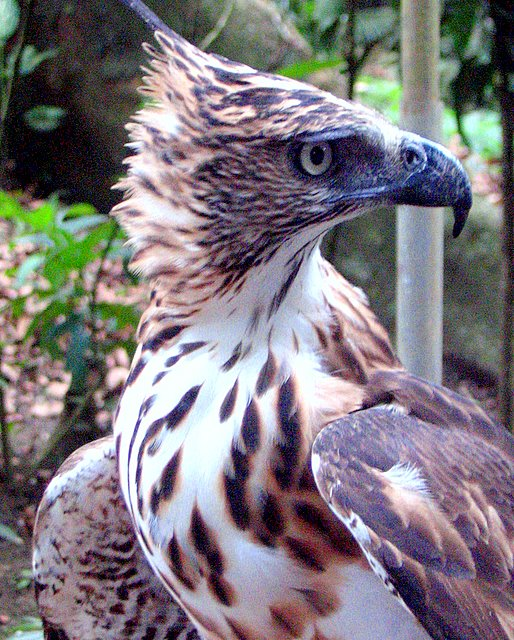
Aquilastore delle Filippine
Spizaetus philippensis

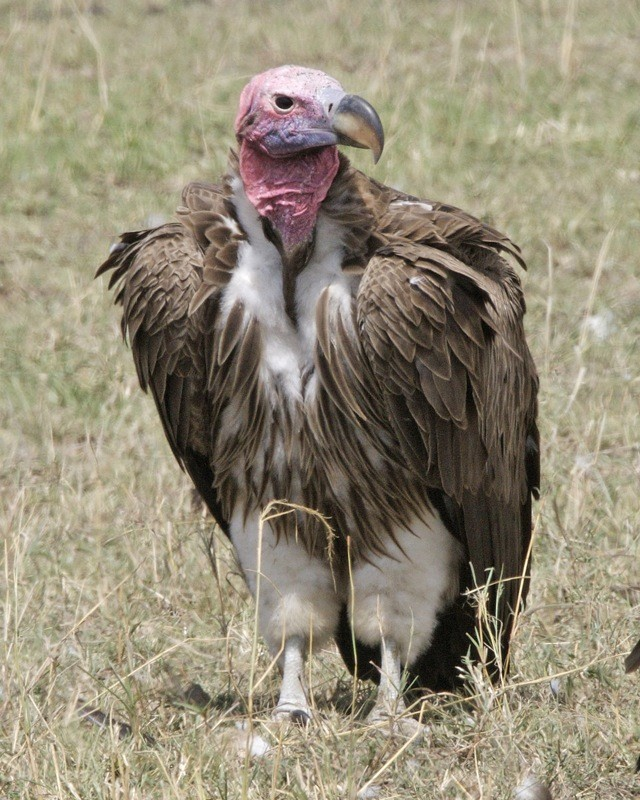
Avvoltoio orecchiuto
Torgos tracheliotos

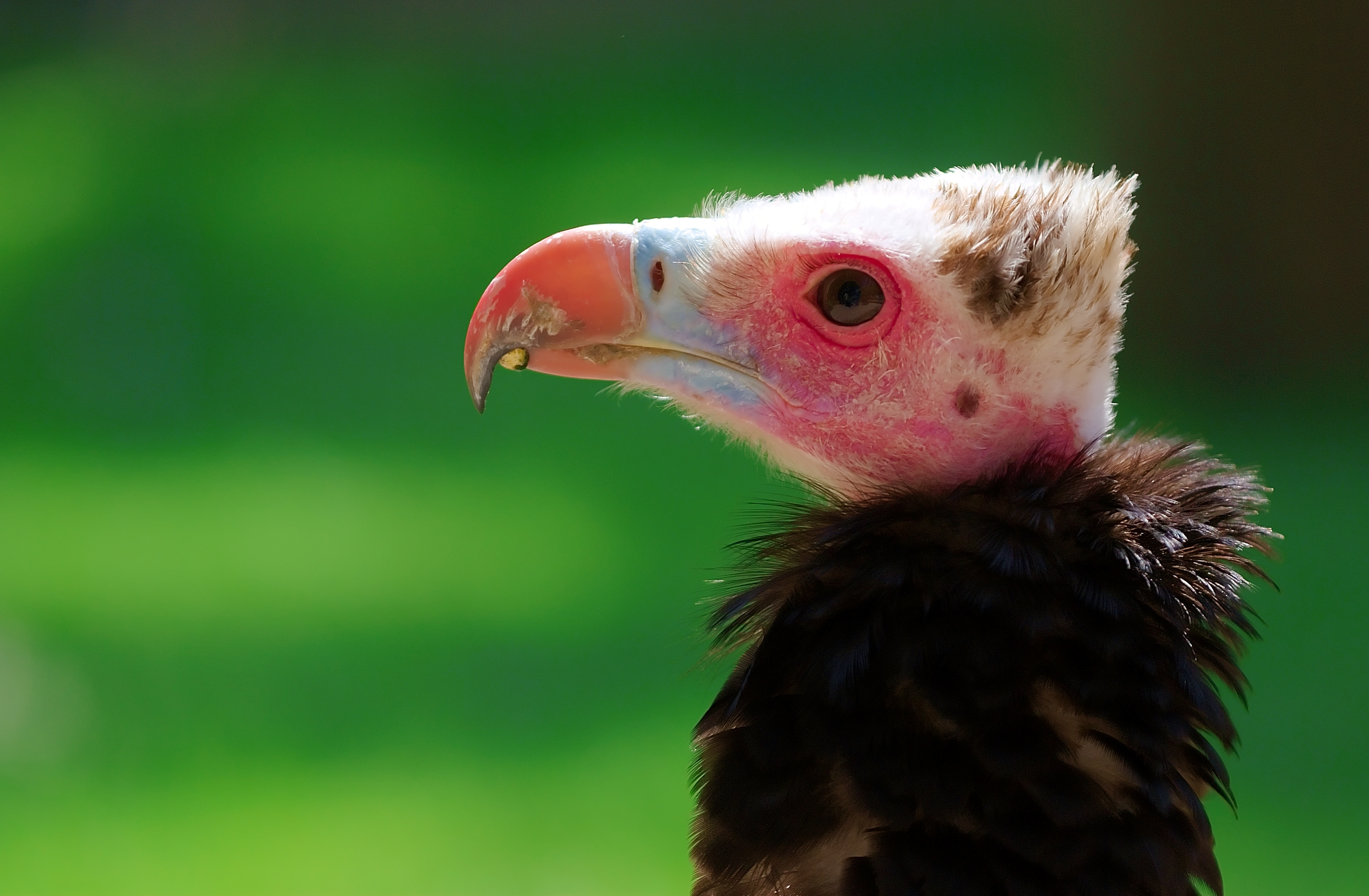
Avvoltoio testabianca
Trigonoceps occipitalis

### Famiglia Cathartidae
- Genere Cathartes
  - Cathartes aura (Linnaeus, 1758) - avvoltoio collorosso
  - Cathartes burrovianus Cassin, 1845 - avvoltoio testagialla minore
  - Cathartes melambrotus Wetmore, 1964 - avvoltoio testagialla maggiore
- Genere Coragyps
  - Coragyps atratus (Bechstein, 1793) - urubù
- Genere Gymnogyps
  - Gymnogyps californianus (Shaw, 1797) - condor della California
- Genere Sarcoramphus
  - Sarcoramphus papa (Linnaeus, 1758) - avvoltoio reale
- Genere Vultur
  - Vultur gryphus Linnaeus, 1758 - condor delle Ande

### Famiglia Sagittariidae
- Genere Sagittarius
  - Sagittarius serpentarius J. F. Miller, 1779 - serpentario

### Famiglia Pandionidae
- Genere Pandion
  - Pandion haliaetus (Linnaeus, 1758) - falco pescatore
  - Pandion cristatus (Vieillot, 1816) - falco pescatore australiano

### Famiglia Accipitridae
- Genere Elanus
  - Elanus caeruleus (Desfontaines, 1789) - nibbio bianco
  - Elanus axillaris (Latham, 1802) - nibbio spallebianche
  - Elanus leucurus (Vieillot, 1818) - nibbio codabianca
  - Elanus scriptus Gould, 1842 - nibbio scritto
- Genere Gampsonyx
  - Gampsonyx swainsonii Vigors, 1825 - nibbio perlato
- Genere Chelictinia
  - Chelictinia riocourii (Vieillot, 1822) - nibbio codaforbice
- Genere Polyboroides
  - Polyboroides typus Smith, A, 1829 - gimnogene africano
  - Polyboroides radiatus (Scopoli, 1786) - gimnogene del Madagascar
- Genere Gypohierax
  - Gypohierax angolensis (Gmelin, JF, 1788) - avvoltoio delle palme
- Genere Gypaetus
  - Gypaetus barbatus (Linnaeus, 1758) - gipeto o avvoltoio degli agnelli
- Genere Neophron
  - Neophron percnopterus (Linnaeus, 1758) - capovaccaio
- Genere Eutriorchis
  - Eutriorchis astur Sharpe, 1875 - astore del Madagascar
- Genere Leptodon
  - Leptodon cayanensis (Latham, 1790) - nibbio testagrigia
  - Leptodon forbesi (Swann, 1922) - nibbio dal collare
- Genere Chondrohierax
  - Chondrohierax uncinatus (Temminck, 1822) - nibbio beccouncinato
  - Chondrohierax wilsonii (Cassin, 1847) - nibbio cubano
- Genere Pernis
  - Pernis apivorus (Linnaeus, 1758) - falco pecchiaiolo occidentale
  - Pernis ptilorhynchus (Temminck, 1821) - falco pecchiaiolo orientale
  - Pernis celebensis Wallace, 1868 - falco pecchiaiolo barrato
  - Pernis steerei Sclater, WL, 1919 - falco pecchiaiolo delle Filippine
- Genere Elanoides
  - Elanoides forficatus (Linnaeus, 1758) - nibbio coda di rondine
- Genere Lophoictinia
  - Lophoictinia isura (Gould, 1838) - nibbio codaquadra
- Genere Hamirostra
  - Hamirostra melanosternon (Gould, 1841) - nibbio pettonero
- Genere Aviceda
  - Aviceda cuculoides Swainson, 1837 - baza africano
  - Aviceda madagascariensis  (Smith, A, 1834) - baza del Madagascar
  - Aviceda jerdoni  (Blyth, 1842) - baza di Jerdon
  - Aviceda subcristata  (Gould, 1838) - baza del Pacifico
  - Aviceda leuphotes  (Dumont, 1820) - baza nero
- Genere Henicopernis
  - Henicopernis longicauda (Lesson & Garnot, 1828) - falco pecchiaiolo codalunga
  - Henicopernis infuscatus Gurney, 1882 - falco pecchiaiolo nero
- Genere Necrosyrtes
  - Necrosyrtes monachus (Temminck, 1823) - capovaccaio pileato o avvoltoio cappuccino
- Genere Gyps
  - Gyps africanus Salvadori, 1865 - grifone dorsobianco africano o Avvoltoio dorsobianco
  - Gyps bengalensis (Gmelin, JF, 1788) - grifone del Bengala o grifone dorsobianco orientale
  - Gyps indicus (Scopoli, 1786) - grifone indiano
  - Gyps tenuirostris Gray, GR, 1844 - grifone dal becco sottile
  - Gyps rueppellii (Brehm, AE, 1852) - grifone di Rueppell
  - Gyps himalayensis Hume, 1869 - grifone dell'Himalaya
  - Gyps fulvus (Hablizl, 1783) - grifone eurasiatico
  - Gyps coprotheres (Forster, JR, 1798) - avvoltoio del Capo o grifone del Capo
- Genere Sarcogyps
  - Sarcogyps calvus (Scopoli, 1786) - avvoltoio calvo o avvoltoio testarossa
- Genere Trigonoceps
  - Trigonoceps occipitalis (Burchell, 1824) - avvoltoio testabianca
- Genere Aegypius
  - Aegypius monachus (Linnaeus, 1766) - avvoltoio monaco
- Genere Torgos
  - Torgos tracheliotus (Forster, JR, 1796) - avvoltoio orecchiuto
- Genere Spilornis
  - Spilornis cheela (Latham, 1790) - serpentario crestato
  - Spilornis klossi Richmond, 1902 - serpentario delle Nicobare
  - Spilornis kinabaluensis Sclater, WL, 1919 - serpentario montano
  - Spilornis rufipectus Gould, 1858 - serpentario di Sulawesi
  - Spilornis holospilus (Vigors, 1831) - serpentario delle Filippine
  - Spilornis elgini (Blyth, 1863) - serpentario delle Andamane
- Genere Pithecophaga
  - Pithecophaga jefferyi Ogilvie-Grant, 1896 - aquila delle Filippine
- Genere Circaetus
  - Circaetus gallicus (Gmelin, JF, 1788) - biancone eurasiatico
  - Circaetus beaudouini Verreaux, J & Des Murs, 1862 - biancone di Beaudouin
  - Circaetus pectoralis Smith, A, 1829 - biancone pettonero
  - Circaetus cinereus Vieillot, 1818 - biancone bruno
  - Circaetus fasciolatus Kaup, 1847 - biancone fasciato
  - Circaetus cinerascens von Müller, JW, 1851 - biancone cenerino
  - Circaetus spectabilis (Schlegel, 1863) - aquila serpentaria del Congo
- Genere Terathopius
  - Terathopius ecaudatus (Daudin, 1800) - falco giocoliere
- Genere Macheiramphus
  - Macheiramphus alcinus Bonaparte, 1850 - nibbio dei pipistrelli
- Genere Harpyopsis
  - Harpyopsis novaeguineae Salvadori, 1875 - aquila papua
- Genere Morphnus
  - Morphnus guianensis (Daudin, 1800) - aquila crestata
- Genere Harpia
  - Harpia harpyja (Linnaeus, 1758) - arpia
- Genere Nisaetus
  - Nisaetus cirrhatus (Gmelin, JF, 1788) - aquilastore variabile
  - Nisaetus floris (Hartert, 1898) - aquilastore di Flores
  - Nisaetus nipalensis Hodgson, 1836 - aquilastore montano
  - Nisaetus kelaarti (Legge, 1878) - aquilastore di Legge
  - Nisaetus alboniger Blyth, 1845 - aquilastore di Blyth
  - Nisaetus bartelsi (Stresemann, 1924) - aquilastore di Giava
  - Nisaetus lanceolatus (Temminck & Schlegel, 1844) - aquilastore di Sulawesi
  - Nisaetus philippensis (Gould, 1863) - aquilastore delle Filippine
  - Nisaetus pinskeri (Preleuthner & Gamauf, 1998) - aquilastore di Pinsker
  - Nisaetus nanus (Wallace, 1868) - aquilastore di Wallace
- Genere Spizaetus
  - Spizaetus tyrannus (Wied-Neuwied, 1820) - aquilastore nero
  - Spizaetus melanoleucus (Vieillot, 1816) - aquilastore bianconero
  - Spizaetus ornatus (Daudin, 1800) - aquilastore ornato
  - Spizaetus isidori (Des Murs, 1845) - aquila nerocastana
- Genere Stephanoaetus
  - Stephanoaetus coronatus (Linnaeus, 1766) - aquilastore coronato
- Genere Lophotriorchis
  - Lophotriorchis kienerii (de Sparre, 1835) - aquilastore panciarossiccia
- Genere Polemaetus
  - Polemaetus bellicosus (Daudin, 1800) - aquila marziale
- Genere Lophaetus
  - Lophaetus occipitalis (Daudin, 1800) - aquila crestalunga
- Genere Ictinaetus
  - Ictinaetus malaiensis (Temminck, 1822) - aquila nera
- Genere Clanga
  - Clanga pomarina (Brehm, CL, 1831) - aquila anatraia minore
  - Clanga hastata (Lesson, 1831) - aquila anatraia indiana
  - Clanga clanga (Pallas, 1811) - aquila anatraia maggiore
- Genere Hieraaetus
  - Hieraaetus wahlbergi (Sundevall, 1850) - aquila di Wahlberg
  - Hieraaetus pennatus (Gmelin, JF, 1788) - aquila minore
  - Hieraaetus morphnoides (Gould, 1841) - aquila minuta
  - Hieraaetus weiskei (Reichenow, 1900) - aquila di Weiske o aquila papua
  - Hieraaetus ayresii (Gurney, 1862) - aquilastore di Ayres
- Genere Aquila
  - Aquila rapax (Temminck, 1828) - aquila rapace
  - Aquila nipalensis Hodgson, 1833 - aquila delle steppe
  - Aquila adalberti Brehm, CL, 1861 - aquila imperiale iberica
  - Aquila heliaca Savigny, 1809 - aquila imperiale orientale
  - Aquila gurneyi Gray, GR, 1861 - aquila di Gurney
  - Aquila chrysaetos (Linnaeus, 1758) - aquila reale
  - Aquila audax (Latham, 1802) - aquila cuneata
  - Aquila verreauxii Lesson, 1831 - aquila di Verreaux
  - Aquila africana (Cassin, 1865) - aquilastore di Cassin
  - Aquila fasciata Vieillot, 1822 - aquila di Bonelli
  - Aquila spilogaster (Bonaparte, 1850) - aquilastore africano
- Genere Harpagus
  - Harpagus bidentatus (Latham, 1790) - nibbio dentato
  - Harpagus diodon (Temminck, 1823) - nibbio zamperosse
- Genere Kaupifalco
  - Kaupifalco monogrammicus (Temminck, 1824) - poiana lacertiera
- Genere Micronisus
  - Micronisus gabar (Daudin, 1800) - astore gabar
- Genere Melierax
  - Melierax metabates Heuglin, 1861 - astore cantante scuro
  - Melierax poliopterus Cabanis, 1869 - astore cantante orientale
  - Melierax canorus (Thunberg, 1799) - astore cantante pallido
- Genere Urotriorchis
  - Urotriorchis macrourus (Hartlaub, 1855) - astore codalunga
- Genere Erythrotriorchis
  - Erythrotriorchis buergersi (Reichenow, 1914) - astore spallecastane
  - Erythrotriorchis radiatus (Latham, 1802) - astore rosso
- Genere Megatriorchis
  - Megatriorchis doriae Salvadori & d'Albertis, 1875 - astore del Doria
- Genere Accipiter
  - Accipiter superciliosus (Linnaeus, 1766) - sparviero nano del Sudamerica
  - Accipiter collaris Sclater, PL, 1860 - sparviero dal collare del Sudamerica
  - Accipiter trivirgatus (Temminck, 1824) - astore crestato asiatico
  - Accipiter griseiceps (Kaup, 1848) - astore crestato di Sulawesi
  - Accipiter poliogaster (Temminck, 1824) - sparviero pettogrigio
  - Accipiter toussenelii (Verreaux, J, Verreaux, E & Des Murs, 1855) - astore pettorosso
  - Accipiter tachiro (Daudin, 1800) -  astore africano
  - Accipiter castanilius Bonaparte, 1853 - sparviero pettocastano
  - Accipiter badius (Gmelin, JF, 1788) - shirka
  - Accipiter butleri (Gurney Jr, 1898) - shirka delle Nicobare
  - Accipiter brevipes (Severtsov, 1850) - sparviero levantino
  - Accipiter soloensis (Horsfield, 1821) - astore cinese
  - Accipiter francesiae Smith, A, 1834 - sparviero di Frances
  - Accipiter trinotatus Bonaparte, 1850 - sparviero codamacchiata
  - Accipiter novaehollandiae (Gmelin, JF, 1788) - astore grigio
  - Accipiter hiogaster (Müller, S, 1841) - astore variabile
  - Accipiter fasciatus (Vigors & Horsfield, 1827) - astore australiano
  - Accipiter melanochlamys (Salvadori, 1876) - astore dal mantello nero
  - Accipiter albogularis Gray, GR, 1870 - astore bianco e nero
  - Accipiter haplochrous Sclater, PL, 1859 - sparviero della Nuova Caledonia
  - Accipiter rufitorques (Peale, 1848) - astore delle Isole Figi
  - Accipiter henicogrammus (Gray, GR, 1861) - astore di Gary
  - Accipiter luteoschistaceus Rothschild & Hartert, 1926 - sparviero grigio-azzurro
  - Accipiter imitator Hartert, 1926 - sparviero imitatore
  - Accipiter poliocephalus Gray, GR, 1858 - astore testagrigia della Nuova Guinea
  - Accipiter princeps Mayr, 1934 - astore testagrigia della Nuova Britannia
  - Accipiter erythropus (Hartlaub, 1855) - sparviero dai calzoni rossi
  - Accipiter minullus (Daudin, 1800) - sparviero minore africano
  - Accipiter gularis (Temminck & Schlegel, 1844) - sparviero giapponese
  - Accipiter virgatus (Temminck, 1822) - sparviero Besra
  - Accipiter nanus (Blasius, W, 1897) - sparviero nano di Sulawesi
  - Accipiter erythrauchen Gray, GR, 1861 - sparviero dal collare delle Molucche
  - Accipiter cirrocephalus (Vieillot, 1817) - sparviero dal collare australiano
  - Accipiter brachyurus (Ramsay, EP, 1880) - sparviero dal collare della Nuova Britannia
  - Accipiter rhodogaster (Schlegel, 1862) - sparviero pettovinaceo
  - Accipiter madagascariensis Verreaux, J, 1833 - sparviero del Madagascar
  - Accipiter ovampensis Gurney, 1875 - sparviero di Ovampo
  - Accipiter nisus (Linnaeus, 1758) - sparviero eurasiatico
  - Accipiter rufiventris Smith, A, 1830 - sparviero rufiventre
  - Accipiter striatus Vieillot, 1808 - sparviero striato americano
  - Accipiter chionogaster (Kaup, 1852) - sparviere pettobianco
  - Accipiter ventralis Sclater, PL, 1866 - sparviere delle Ande
  - Accipiter erythronemius (Kaup, 1850) - sparviere zamperossicce
  - Accipiter cooperii (Bonaparte, 1828) - sparviero di Cooper
  - Accipiter gundlachi Lawrence, 1861 - sparviero di Gundlach
  - Accipiter bicolor (Vieillot, 1817) - sparviere bicolore
  - Accipiter chilensis Philippi & Landbeck, 1864 - sparviere del Cile
  - Accipiter melanoleucus Smith, A, 1830 - sparviero bianco e nero
  - Accipiter henstii (Schlegel, 1873) - astore di Henst
  - Accipiter gentilis (Linnaeus, 1758) - astore comune
  - Accipiter meyerianus (Sharpe, 1878) - astore di Meyer
- Genere Circus
  - Circus aeruginosus (Linnaeus, 1758) - falco di palude
  - Circus spilonotus Kaup, 1847 - albanella orientale
  - Circus spilothorax Salvadori & d'Albertis, 1875 - albanella della Nuova Guinea
  - Circus approximans Peale, 1848 - albanella australiana
  - Circus ranivorus (Daudin, 1800) - albanella africana
  - Circus maillardi Verreaux, J, 1862 - albanella di Reunion
  - Circus macrosceles Newton, A, 1863 - albanella del Madagascar
  - Circus buffoni (Gmelin, JF, 1788) - albanella alilunghe
  - Circus assimilis Jardine & Selby, 1828 - albanella macchiata
  - Circus maurus (Temminck, 1828) - albanella nera
  - Circus cyaneus (Linnaeus, 1766) - albanella reale
  - Circus hudsonius (Linnaeus, 1766) - albanella americana
  - Circus cinereus Vieillot, 1816 - albanella cenerina
  - Circus macrourus (Gmelin, SG, 1770) - albanella pallida
  - Circus melanoleucos (Pennant, 1769) - albanella bianconera
  - Circus pygargus (Linnaeus, 1758) - albanella minore
- Genere Milvus
  - Milvus milvus (Linnaeus, 1758) - nibbio reale
  - Milvus migrans (Boddaert, 1783) - nibbio bruno
  - Milvus aegyptius (Gmelin, JF, 1788) - nibbio beccogiallo
- Genere Haliastur
  - Haliastur sphenurus (Vieillot, 1818) - nibbio fischiatore
  - Haliastur indus (Boddaert, 1783) - nibbio bramino
- Genere Haliaeetus
  - Haliaeetus leucogaster (Gmelin, JF, 1788) - aquila pescatrice panciabianca
  - Haliaeetus sanfordi Mayr, 1935 - aquila pescatrice di Sanford
  - Haliaeetus vocifer (Daudin, 1800) - aquila urlatrice
  - Haliaeetus vociferoides Des Murs, 1845 - aquila pescatrice del Madagascar
  - Haliaeetus leucoryphus (Pallas, 1771) - aquila pescatrice di Pallas
  - Haliaeetus albicilla (Linnaeus, 1758) - aquila di mare
  - Haliaeetus leucocephalus (Linnaeus, 1766) - aquila calva
  - Haliaeetus pelagicus (Pallas, 1811) - aquila pescatrice di Steller
  - Haliaeetus humilis (Müller, S & Schlegel, 1841) - aquila pescatrice minore
  - Haliaeetus ichthyaetus (Horsfield, 1821) - aquila pescatrice testagrigia
- Genere Butastur
  - Butastur rufipennis (Sundevall, 1850) - butastore rufipenne o poiana grillaia
  - Butastur teesa (Franklin, 1831) - butastore occhibianchi o poiana occhibianchi
  - Butastur liventer (Temminck, 1827) - butastore alirosse o poiana alirossicce
  - Butastur indicus (Gmelin, JF, 1788) - butastore facciagrigia o poiana facciagrigia
- Genere Ictinia
  - Ictinia mississippiensis (Wilson, A, 1811) - nibbio del Mississippi
  - Ictinia plumbea (Gmelin, JF, 1788) - nibbio piombato
- Genere Busarellus
  - Busarellus nigricollis (Latham, 1790) - poiana dal collare
- Genere Rostrhamus
  - Rostrhamus sociabilis (Vieillot, 1817) - nibbio chioccioliere
- Genere Helicolestes
  - Helicolestes hamatus (Temminck, 1821) - nibbio beccosottile
- Genere Geranospiza
  - Geranospiza caerulescens (Vieillot, 1817) - poiana zampelunghe
- Genere Cryptoleucopteryx
  - Cryptoleucopteryx plumbea (Salvin, 1872) - poiana plumbea
- Genere Buteogallus
  - Buteogallus schistaceus (Sundevall, 1850) - poiana ardesia
  - Buteogallus anthracinus (Deppe, 1830) - poiana nera comune
  - Buteogallus gundlachii (Cabanis, 1855) - poiana nera cubana
  - Buteogallus aequinoctialis (Gmelin, JF, 1788) - poiana dei granchi
  - Buteogallus meridionalis (Latham, 1790) - poiana di savana
  - Buteogallus lacernulatus (Temminck, 1827) - poiana collobianco
  - Buteogallus urubitinga (Gmelin, JF, 1788) - poiana nera maggiore
  - Buteogallus solitarius (Tschudi, 1844) - aquila solitaria
  - Buteogallus coronatus (Vieillot, 1817) - aquila coronata
- Genere Morphnarchus
  - Morphnarchus princeps (Sclater, PL, 1865) - poiana barrata
- Genere Rupornis
  - Rupornis magnirostris (Gmelin, JF, 1788) - poiana delle strade
- Genere Parabuteo
  - Parabuteo unicinctus (Temminck, 1824) - poiana di Harris
  - Parabuteo leucorrhous (Quoy & Gaimard, 1824) - poiana groppabianca
- Genere Geranoaetus
  - Geranoaetus albicaudatus Vieillot, 1816 - poiana graduata
  - Geranoaetus polyosoma (Quoy & Gaimard, 1824) - poiana dorsorosso
  - Geranoaetus melanoleucus (Vieillot, 1819) - aquila poiana pettonero
- Genere Pseudastur
  - Pseudastur polionotus (Kaup, 1847) - poiana mantellata
  - Pseudastur albicollis (Latham, 1790) - poiana bianca
  - Pseudastur occidentalis (Salvin, 1876) - poiana dorsogrigio
- Genere Leucopternis
  - Leucopternis semiplumbeus Lawrence, 1861 - poiana semiplumbea
  - Leucopternis melanops (Latham, 1790) - poiana faccianera
  - Leucopternis kuhli Bonaparte, 1850 - poiana dai sopraccigli
- Genere Buteo
  - Buteo plagiatus (Schlegel, 1862) - poiana grigia
  - Buteo nitidus (Latham, 1790) - poiana grigiostriata
  - Buteo lineatus (Gmelin, JF, 1788) - poiana spallerosse
  - Buteo ridgwayi (Cory, 1883) - poiana di Ridgway
  - Buteo platypterus (Vieillot, 1823) - poiana alilarghe
  - Buteo albigula Philippi, 1899 - poiana golabianca
  - Buteo brachyurus Vieillot, 1816 - poiana codacorta
  - Buteo solitarius Peale, 1848 - poiana delle Hawaii
  - Buteo swainsoni Bonaparte, 1838 - poiana di Swainson
  - Buteo galapagoensis (Gould, 1837) - poiana delle Galapagos
  - Buteo albonotatus Kaup, 1847 - poiana codafasciata
  - Buteo jamaicensis (Gmelin, JF, 1788) - poiana codarossa
  - Buteo ventralis Gould, 1837 - poiana codarossiccia
  - Buteo regalis (Gray, GR, 1844) - poiana tabaccata
  - Buteo lagopus (Pontoppidan, 1763) - poiana calzata
  - Buteo hemilasius Temminck & Schlegel, 1844 - poiana degli altipiani
  - Buteo japonicus Temminck & Schlegel, 1844 - poiana giapponese
  - Buteo burmanicus Hume, 1875 - poiana dell'Himalaya
  - Buteo rufinus (Cretzschmar, 1829) - poiana codabianca
  - Buteo bannermani Swann, 1919 - poiana di Capo Verde
  - Buteo socotraensis Porter & Kirwan, 2010 - poiana di Socotra
  - Buteo buteo (Linnaeus, 1758) - poiana comune
  - Buteo trizonatus Rudebeck, 1957 - poiana di foresta
  - Buteo oreophilus Hartert & Neumann, 1914 - poiana montana
  - Buteo archeri Sclater, WL, 1918 - poiana di Archer
  - Buteo auguralis Salvadori, 1865 - poiana collorosso
  - Buteo brachypterus Hartlaub, 1860 - poiana del Madagascar
  - Buteo augur (Rüppell, 1836) - poiana augure
  - Buteo rufofuscus (Forster, JR, 1798) - poiana sciacallo